# Lijst van spelers van Rampla Juniors
Deze lijst omvat voetballers die bij de Uruguayaanse voetbalclub Rampla Juniors spelen of gespeeld hebben. De namen van de spelers zijn alfabetisch gerangschikt.

## A
- Nicolás Abot
- Héctor Acuña
- Carlos Aguiar
- Rubén Alejandro
- Alvaro Alonso
- Eliseo Álvarez
- Guillermo Álvarez
- Lucero Álvarez
- Damián Alzamendi
- Ricardo Aparicio
- Eduardo Aranda
- Maximiliano Arias
- Gonzalo Auza

## B
- Enrique Ballestrero
- Bruno Barreto
- Andrés Bazzano
- Javier Benia
- Nicolás Biglianti
- Fernando Bonjour
- Maximiliano Brito
- Matías Britos
- Marcelo Broli
- Alejandro Burgos

## C
- Nelson Cabrera
- Douglas Caetano
- Fabricio Cancela
- Gabriel Candia
- Heber Caro
- Mauricio Caro
- Juan Ramón Carrasco
- Matías Cartagena
- Gonzalo Castro
- Maximiliano Castro
- Jorge Cazulo
- Hernan Cespedes
- Ignacio Concepción
- Rodrigo Cubilla
- Luis Cupla
- Fernando Curcio

## D
- Tabaré Da Cunha
- Oscar Dastés
- Javier Delgado
- Gonzalo Denis
- Carlos Díaz
- Paul Dzeruvs

## E
- Ismael Espiga

## F
- Guillermo Fernández
- Enrique Ferraro
- Paolo Ferreira
- William Ferreira
- Juan Ferreri
- Gonzalo Fontana
- Jorge Fossati

## G
- Pablo Gaglianone
- Sebastián Galán
- Diego Galo
- Gonzalo Garavano
- Matias Garavano
- Rafael García
- Fabio Gimenez
- Rodrigo Gómez
- Victor Guadalupe
- Federico Guerra
- Nicolás Guevara

## H
- Vicente Hermogéneo

## I
- Martin Icart

## K
- Fernando Kanapkis

## L
- Ángel Labruna
- Jonathan Lacerda
- Julián Lalinde
- Miguel Lapolla
- Víctor Laserre
- Bernardo Long
- Luis López
- Rino Lucas

## M
- Carlos Macchi
- Agustín Márquez
- Edgar Martínez
- Facundo Martínez
- Federico Martínez
- Víctor Martínez
- William Martínez
- Pablo Meloño
- Álvaro Méndez
- Eduardo Mendoza
- Sebastián Merlo
- Néstor Moiraghi
- Ricardo Möller
- Danilo Moreno
- Juan Muhlethaler
- Juan Mujica

## N
- Nasa
- Nicolás Nicolay
- Álvaro Noble
- Marcel Novick
- Hebert Noya
- Richard Núñez

## O
- Washington de Oca
- Pablo Olivera
- Pedro Ortíz
- Marcelo Otero

## P
- Marcelo Palau
- Pablo Peñalba
- Pablo Pereira
- Maximiliano Pereiro
- Hernan Pérez
- Omar Pérez
- Julián Perujo
- Martín Peula
- Sebastian Piancini
- Bruno Piano
- Gonzalo Pizzichillo
- Santiago Prim
- Gastón Puerari

## Q
- Juan Quevedo

## R
- Richard Requelme
- Rodolfo Requelme
- Fernando Rímolli
- Alejandro Rodríguez
- Claudio Rodriguez
- Rodrigo Rojo
- Mauricio Rosa
- Óscar Russo

## S
- Nicolás Saldivia
- Sebastián Salomón
- Daniel Sánchez
- Gastón de los Santos
- Jimmy Schmidt
- Ignacio Schneider
- Luis Silba
- Juan Silva
- Juan da Silva
- Mathías da Silveira
- Yari Silvera
- Hugo Souza
- Lucas Staudt

## T
- Wilinton Techera
- Matías del Toro
- Mauricio Torvidone
- Pablo Tourn

## U
- Luis Ubinas
- Francisco Usúcar

## V
- Garardo Varela
- César Vargas
- Federico Velázquez
- Peter Vera
- Nicolas Vikonis
- Fernando Vilche
- Diego Vitabar